# زرکوب‌های ژرفا
زرکوب‌های ژرفا (نام علمی: Zenopsis) نام یک سرده از تیره زرکوب‌ماهیان است.